# 奧利亞尼齊亞
48°36′54″N 29°13′19″E / 48.61500°N 29.22194°E
奧利亞尼齊亞（烏克蘭語：Оляниця），是烏克蘭的村落，位於該國西南部文尼察州，由海辛區負責管轄，面積2.7平方公里，海拔高度225米，2001年人口1,236，人口密度每平方公里457.78人。